# Placidochromis minutus
Placidochromis minutus är en fiskart som beskrevs av Mark Hanssens 2004. Placidochromis minutus ingår i släktet Placidochromis och familjen Cichlidae. Inga underarter finns listade i Catalogue of Life.